# Henricia leviuscula
Henricia leviuscula är en sjöstjärneart som först beskrevs av William Stimpson 1857.  Henricia leviuscula ingår i släktet Henricia och familjen krullsjöstjärnor.

## Underarter
Arten delas in i följande underarter:
- H. l. spiculifera
- H. l. annectens
- H. l. leviuscula

## Bildgalleri

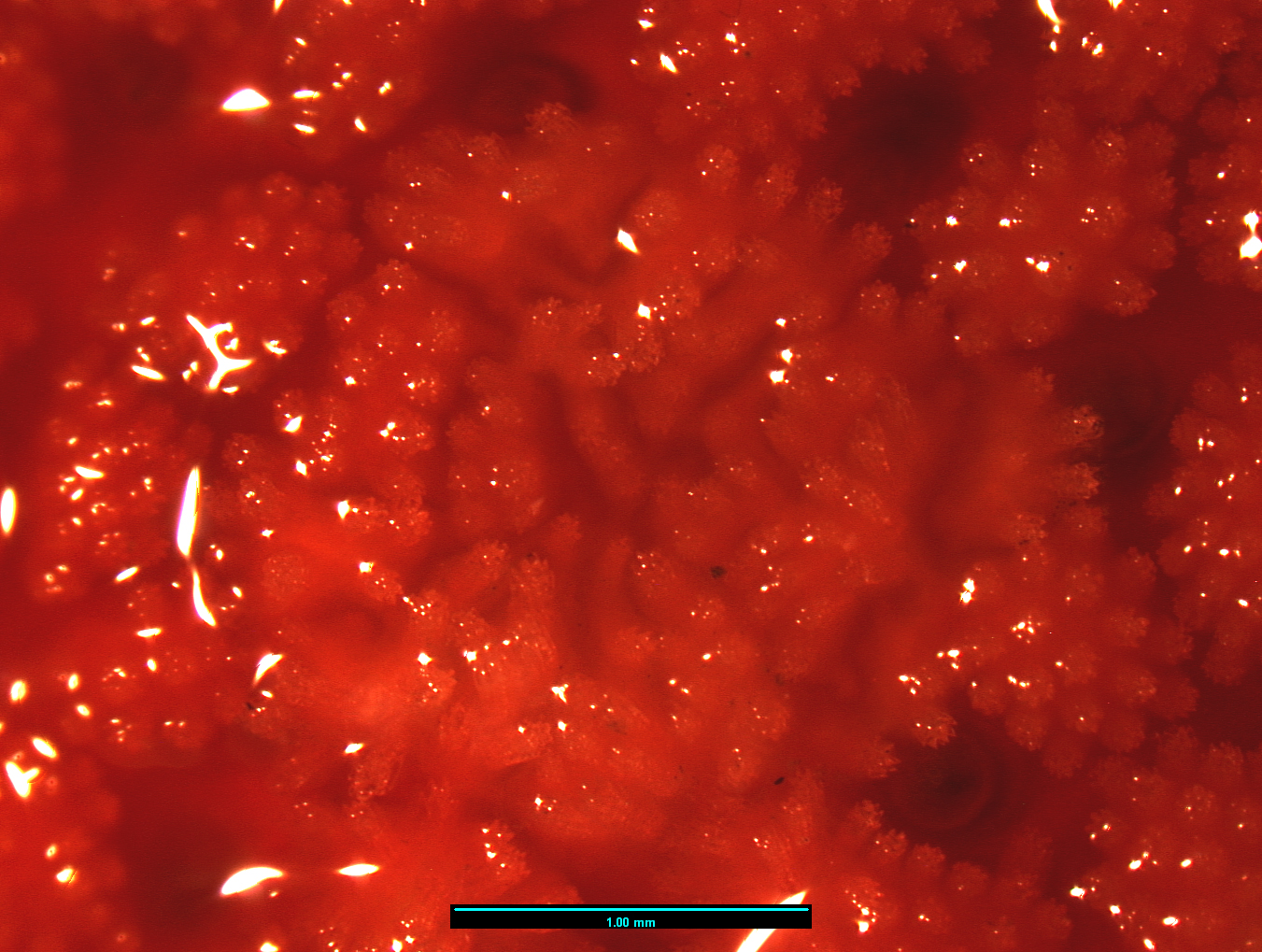
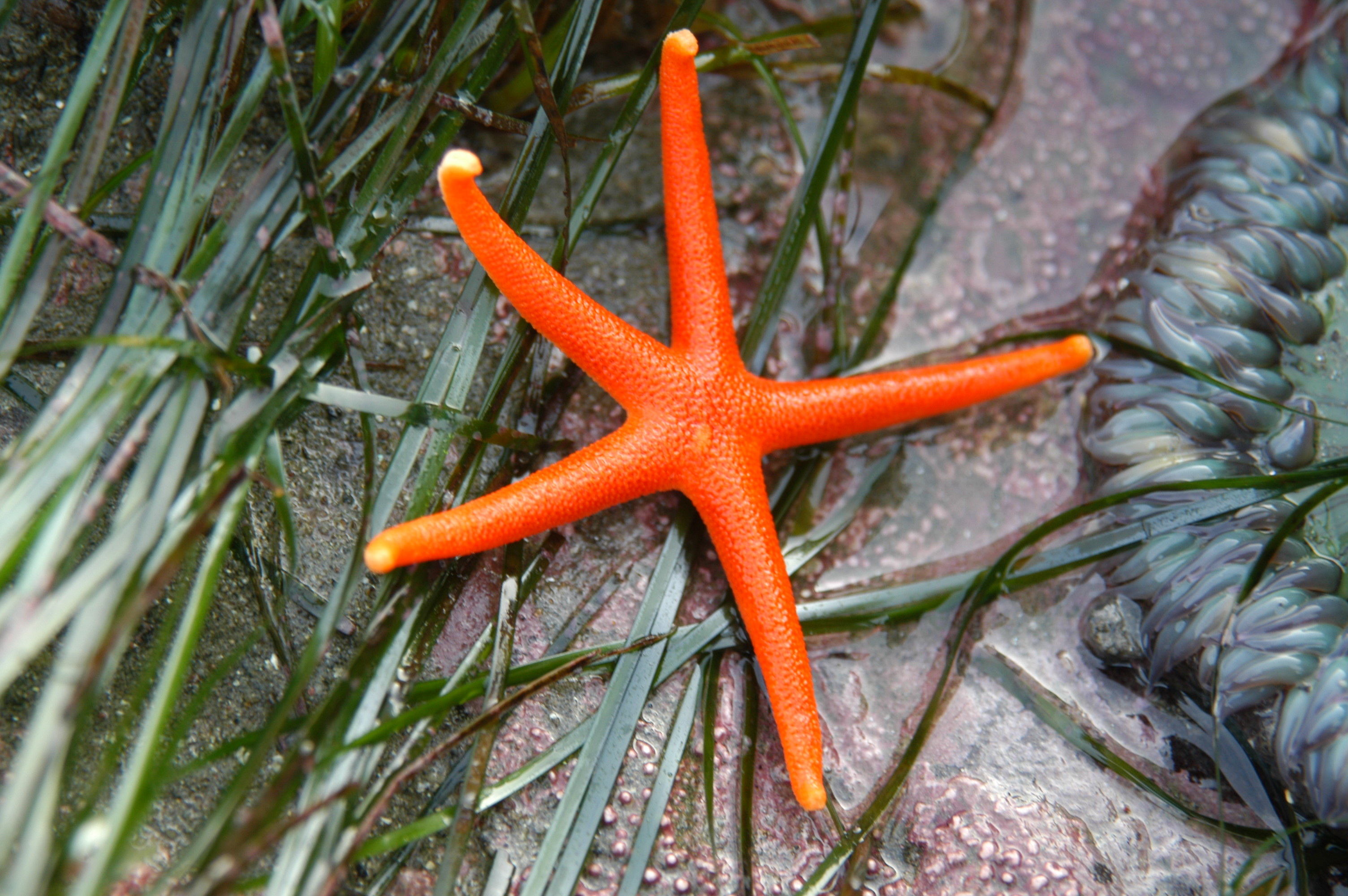